# Santa Eugènia de Nerellà

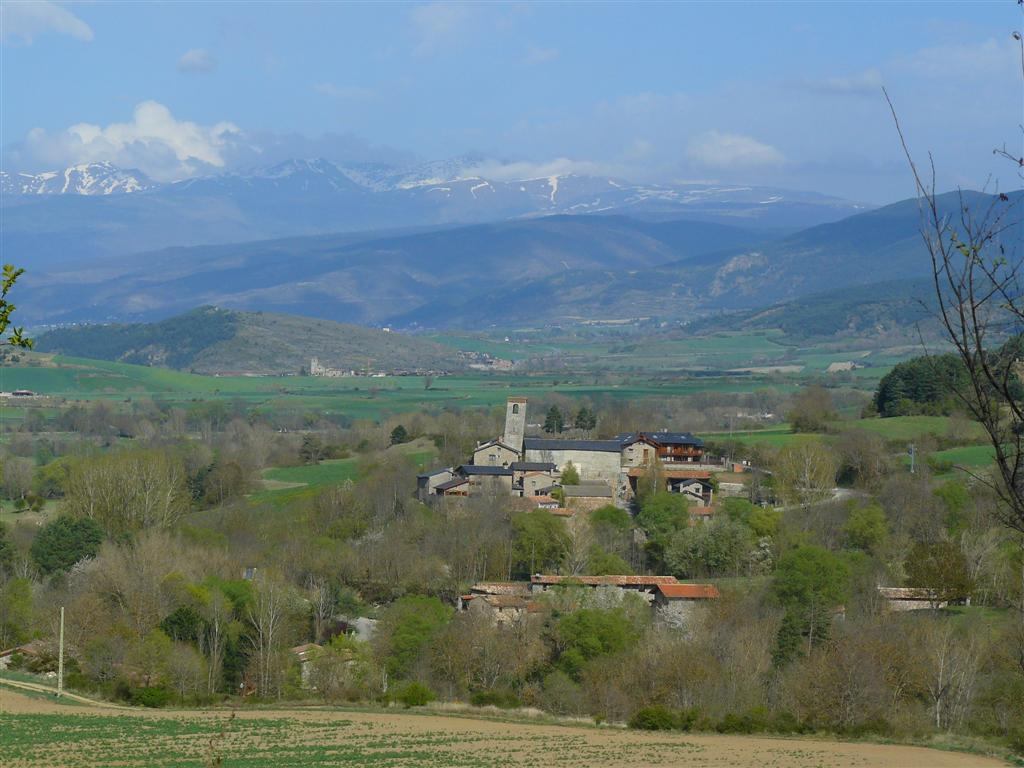
Pueblo de Santa Eugènia de Nerellà

Santa Eugènia de Nerellà es un pueblo del municipio de Bellver de Cerdaña (Cerdaña).

## Historia
El origen del nombre Nerella estaría ligado al gentilicio romano Nerellianos, que se asociaría a un fundus. Antiguamente Santa Eugènia, Nas y Olià, eran pueblos hermanos. Santa Eugènia tenía una iglesia y, al lado, un cementerio y Olià tenía un colegio llamado l'estudi.

## Demografía

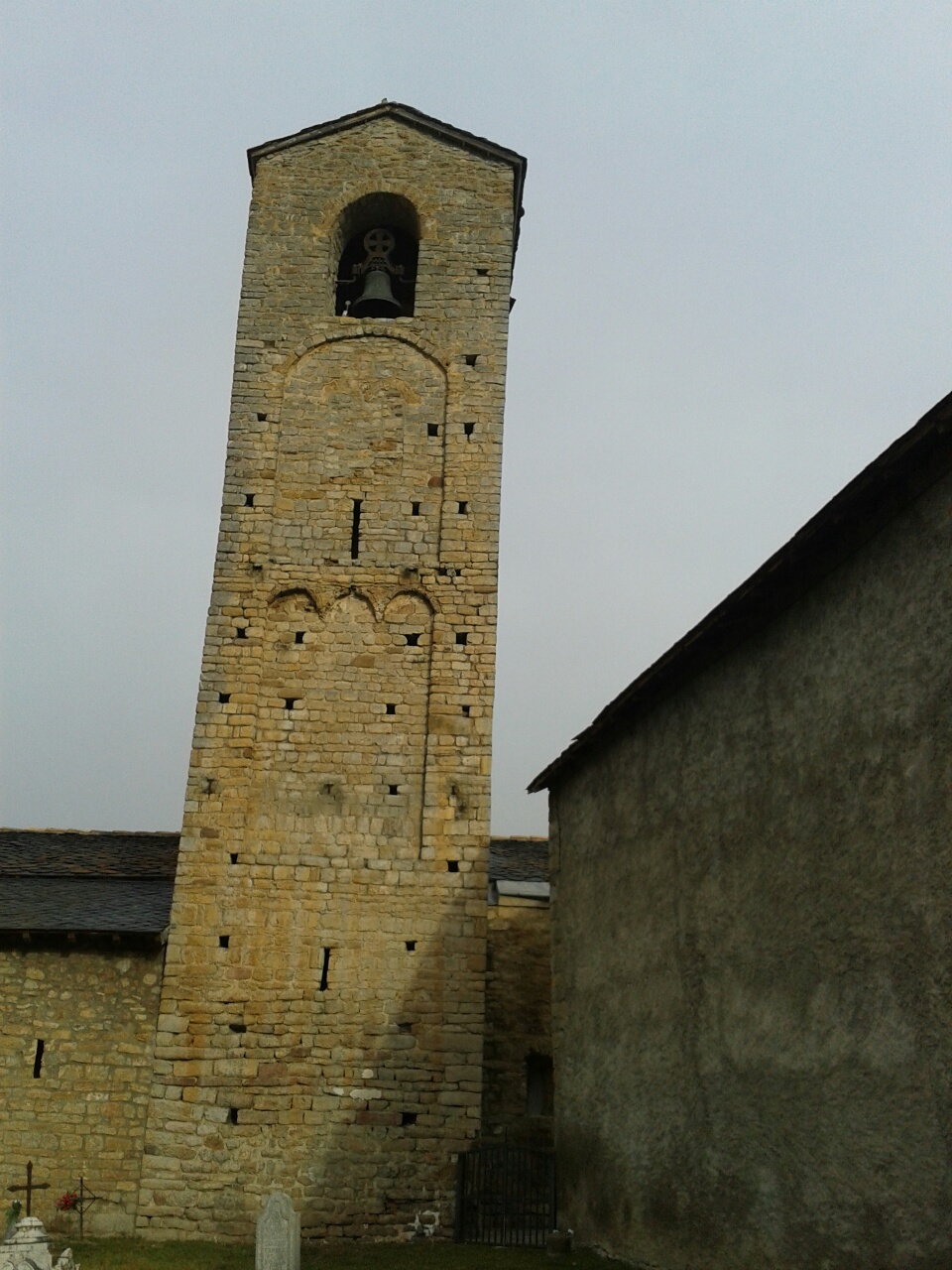
Campanario de la iglesia

En el año 2016, Santa Eugènia, tenía 12 habitantes.

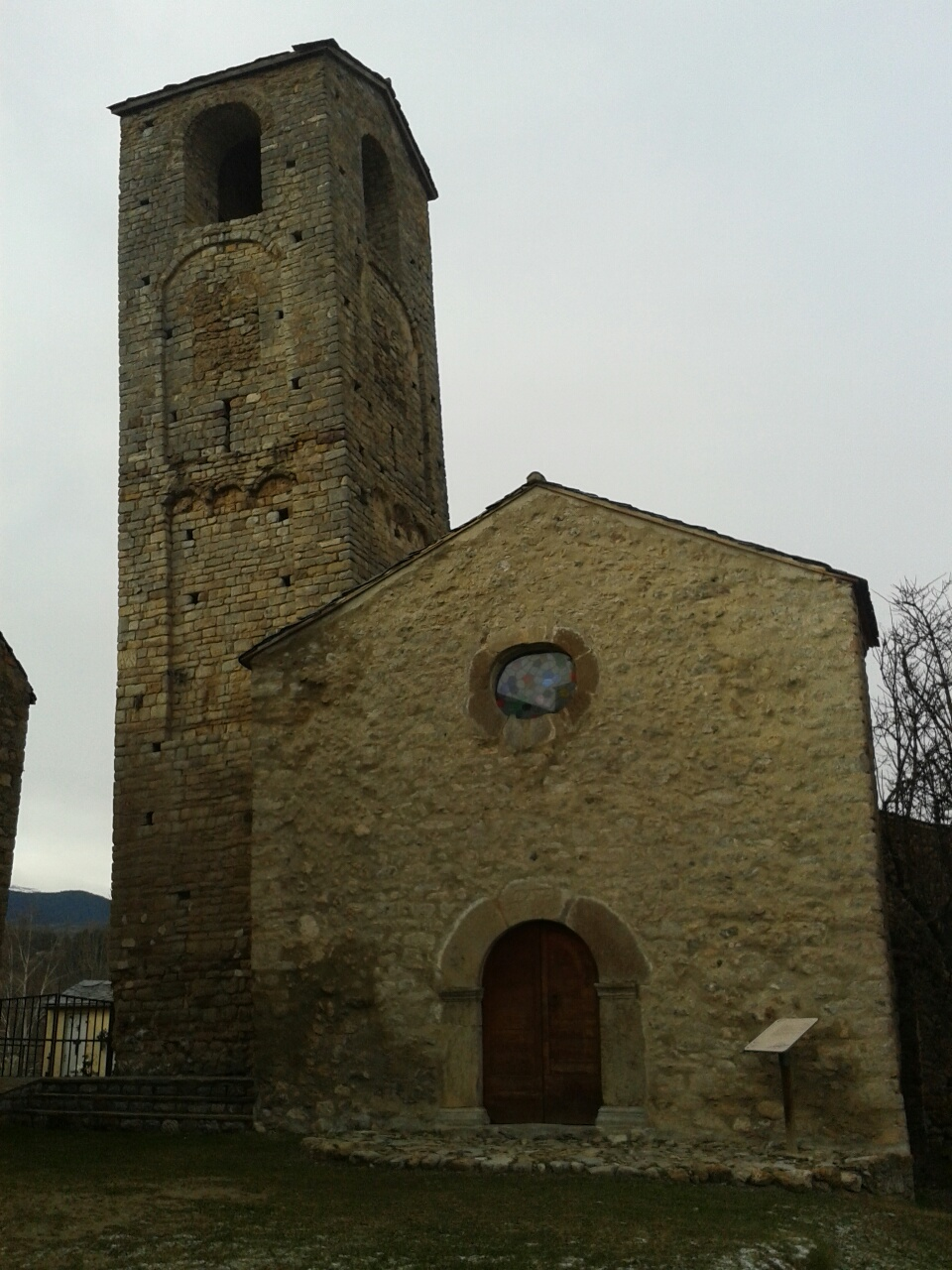
Iglesia de Santa Eugènia de Nerellà

## Iglesia de Santa Eugènia de Nerellà
La iglesia es el principal atractivo turístico del pueblo. La iglesia está datada del S.XI, aparece citada en el ACCU los S.IX i S.X (Neriniano). Formaba parte del Pagus Tollonensis. De la antigua construcción sólo se conserva el campanario de cuatro cuerpos separados por frisos con arcos ciegos de estilo lombardo. El campanario de cuatro niveles tiene dieciocho metros de altura. Su inclinación obligó a una consolidación urgente. Tiene el apodo de "Torre de Pisa de la Cerdanya". La inclinación es de aproximadamente 1,25 m. Fue declarada Monumento Histórico- Artístico Nacional (MHAN) en 1984.